# Ника (кинопремия, 1992)
5-я церемония вручения наград национальной кинематографической премии «Ника» за заслуги в области российского кинематографа за 1991 год состоялась в 1992 году в Центральном Доме кинематографистов.

## Список лауреатов и номинантов

### Основные категории
• Победители выделены отдельным цветом. 
| Категории                           | Лауреаты и номинанты |
| ----------------------------------- | --- |
| Лучший игровой фильм                | • Небеса обетованные (режиссёр: Эльдар Рязанов) студия «Слово», ГТПО «Мосфильм» |
| Лучший игровой фильм                | • Паспорт (режиссёр: Георгий Данелия) |
| Лучший игровой фильм                | • Пегий пёс, бегущий краем моря (режиссёр: Карен Геворкян) |
| Лучший документальный фильм         | • Дело Иосифа Бродского (режиссёр: Сергей Балакирев) Ленинградская студия документальных фильмов |
| Лучший документальный фильм         | • Виктор Некрасов на свободе и дома (режиссёр: Рафаил Нахманович) «Укркинохроника» |
| Лучший документальный фильм         | • Повелитель мух (режиссёр: Владимир Тюлькин) «Казахфильм» |
| Лучший научно-популярный фильм      | • Миссия Рауля Валенберга (режиссёр: Александр Роднянский) «Киевнаучфильм» |
| Лучший научно-популярный фильм      | • Деревенская ласточка (режиссёр: Рейн Маран) «Таллинфильм» |
| Лучший научно-популярный фильм      | • Звезда Полынь. Фильм II (режиссёр: Валентина Гуркаленко) «Леннаучфильм» |
| Лучший анимационный фильм           | • Серый волк энд Красная Шапочка (режиссёр: Гарри Бардин) «Союзмультфильм» |
| Лучший анимационный фильм           | • Аменция (режиссёр: Сергей Айнутдинов) Свердловская киностудия |
| Лучший анимационный фильм           | • Лапландские сказки (м/ф: «Гадкий утёнок», «Королевские зайцы», «Заколдованный мальчик») (режиссёры: Владимир Полковников, Александра Снежко-Блоцкая, Владимир Дегтярёв (все посмертно)) «Союзмультфильм» |
| Лучшая режиссёрская работа          | • Эльдар Рязанов за фильм «Небеса обетованные» |
| Лучшая режиссёрская работа          | • Карен Геворкян — «Пегий пёс, бегущий краем моря» |
| Лучшая режиссёрская работа          | • Вячеслав Криштофович — «Ребро Адама» |
| Лучшая сценарная работа             | • Реваз Габриадзе, Георгий Данелия и Аркадий Хайт — «Паспорт» |
| Лучшая сценарная работа             | • Александр Бородянский и Карен Шахназаров — «Цареубийца» |
| Лучшая сценарная работа             | • Владимир Кунин — «Ребро Адама» |
| Лучшая мужская роль                 | • Олег Янковский — «Цареубийца» и «Паспорт» |
| Лучшая мужская роль                 | • Алексей Жарков — «Имитатор» (за роль Льва Козака) |
| Лучшая мужская роль                 | • Отар Мегвинетухуцеси — «Изыди!» (за роль Моти Рабиновича) |
| Лучшая женская роль                 | • Инна Чурикова — «Ребро Адама» (за роль Нины Елизаровны) |
| Лучшая женская роль                 | • Евдокия Германова — «Кикс» (за роль Жанны Плавской) |
| Лучшая женская роль                 | • Людмила Гурченко — «Моя морячка» (за роль Людмилы Пашковой) |
| Лучшая роль второго плана           | • Лия Ахеджакова — «Небеса обетованные» (за роль Фимы) |
| Лучшая роль второго плана           | • Александр Абдулов — «Дом под звёздным небом» и «Сукины дети» |
| Лучшая роль второго плана           | • Никита Михалков — «Униженные и оскорблённые» (за роль князя Валковского) |
| Лучшая операторская работа          | • Вадим Юсов — «Паспорт» |
| Лучшая операторская работа          | • Юрий Клименко — «Дом под звёздным небом» |
| Лучшая операторская работа          | • Сергей Юриздицкий и Александр Казаренсков — «Униженные и оскорблённые» |
| Лучшая музыка к фильму              | • Андрей Петров — «Небеса обетованные» |
| Лучшая музыка к фильму              | • Владимир Дашкевич — «Армавир» и «Зимняя вишня 2» |
| Лучшая музыка к фильму              | • Гия Канчели — «Паспорт» и «Пустыня» |
| Лучшая работа звукооператора        | • Юрий Рабинович (посмертно), Семён Литвинов — «Небеса обетованные» |
| Лучшая работа звукооператора        | • Ян Потоцкий — «Ребро Адама» |
| Лучшая работа звукооператора        | • Ефим Турецкий — «Пустыня» |
| Лучшая работа художника             | • Александр Борисов, Сергей Иванов — «Небеса обетованные» |
| Лучшая работа художника             | • Марксэн Гаухман-Свердлов — «Дом под звёздным небом» |
| Лучшая работа художника             | • Людмила Кусакова — «Цареубийца» |
| Лучшая работа художника по костюмам | • Вера Романова — «Цареубийца» |
| Лучшая работа художника по костюмам | • Ирина Гинно — «Небеса обетованные» |
| Лучшая работа художника по костюмам | • Элла Маклакова — «Умирать не страшно» и «Униженные и оскорблённые» |

### Специальная награда
- Премия в номинации «Честь и достоинство» присуждена Малику Каюмовичу Каюмову